# Stephen Appiah
Stephen Appiah (ur. 24 grudnia 1980 w Akrze) – ghański piłkarz występujący na pozycji pomocnika.

## Kariera klubowa
Appiah rozpoczynał swoją piłkarską karierę w 1995 roku w zespole Accra Hearts of Oak SC. W 1997 wyjechał do Europy, gdzie wypromował się w lidze tureckiej. Występował razem w Galatasaray SK, a następnie w czterech klubach z Włoch. Pierwszym było Udinese Calcio, w którym grał do 2000 roku. Od 2000 do 2002 był zawodnikiem AC Parma, zaś do 2003 Brescii. W 2003 został kupiony przez Juventus F.C., z którym wywalczył mistrzostwo Włoch i występował w Lidze Mistrzów. Latem 2005 roku, po przejściu do Juventusu Patricka Vieiry mówiło się o przejściu Appiaha do Arsenalu, jednak ostatecznie został on kupiony za 5,5 mln funtów przez Fenerbahçe. W barwach mistrza Turcji grał w fazie grupowej Ligi Mistrzów. Zdobył również jedną z najpiękniejszych bramek w tych rozgrywkach, w meczu przeciwko FC Schalke 04. W 2007 roku został wicekapitanem Fenerbahce. W 2008 roku opuścił Turcję i pozostał bez klubu. W 2009 roku podpisał kontrakt z włoską Bologną. W 2010 roku przeszedł do beniaminka Serie A, Ceseny.

## Kariera reprezentacyjna
Stephen Appiah od 1996 występuje w reprezentacji Ghany. W 2002 roku wystąpił z nią w finałach Pucharu Narodów Afryki. W 2006 roku wystąpił w Pucharze Narodów Afryki i mistrzostwach świata, a w 2010 ponownie wystąpił na mistrzostwach świata. 23 sierpnia 2010 zakończył karierę reprezentacyjną.